# 杨树店站
杨树店站是一个合九线上的铁路车站，位于安徽省桐城市新渡镇，建于1995年，目前为五等站，邮政编码为231470。目前不办理客货运业务。